# Montemor-o-Velho (freguesia)
Montemor-o-Velho is een plaats (freguesia) in de Portugese gemeente Montemor-o-Velho en telt 2853 inwoners (2001).